# Июньская депортация 1941 года

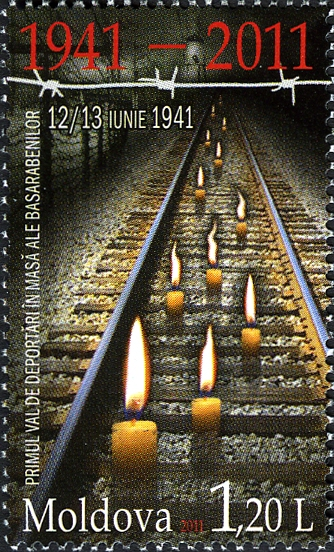
70 лет первой массовой депортации бессарабцев,
1941—2011.Марка Молдавии 2011.

Июньская депортация — серия депортаций, организованных властями СССР с 22 мая по 20 июня 1941 года с западных приграничных территорий стран, присоединённых в результате польского похода РККА сентября 1939 года, Бессарабской кампании и присоединения прибалтийских республик к СССР.
Депортации затронули население Эстонии (10 тыс. чел.), Латвии (15,5 тыс. чел.), Литвы, Белоруссии, Украины и Молдавии (29,8 тыс. чел).
Выселение происходило в рамках кампании советских властей, официально именовавшейся «очисткой от антисоветского, уголовного и социально опасного элемента» («врагов народа») и членов их семей. По мнению современных историков стран Прибалтики, это выселение являлось преступлением против человечности в виде «широкомасштабного и систематического нападения на любых гражданских лиц, если такое нападение совершается сознательно», а также трактуется ими как акт геноцида.

## Предыстория
Депортации народов в СССР, осуществлявшиеся органами ОГПУ и НКВД СССР, имели место и ранее. В 1918—1920 годах была попытка выселить терских казаков. В середине 1930-х в Ленинграде были арестованы многие эстонцы, латыши, литовцы, поляки, финны и немцы. С весны 1935 из приграничных районов на северо-западе СССР были принудительно выселены местные жители, основную часть которых составляли финны-ингерманландцы. В 1936 году с территорий, прилегающих к польской границе, в Северо-Казахстанскую и Карагандинскую области были выселены 15 тысяч лиц польской и 65 тыс. лиц немецкой национальностей. В сентябре 1937 года 172 тысячи этнических корейцев были выселены из приграничных районов Дальнего Востока в необжитые целинные районы Средней Азии. В мае-июле 1938 года 7,9 тыс. китайцев с Дальнего Востока были депортированы из СССР в Синьцзян. Не пожелавшие вернуться в Китай и принявшие советское гражданство китайцы были переселены в Кур-Урмийский район Дальневосточного края (ныне Хабаровский район Хабаровского края) — 1,9 тыс. человек, ещё 1,4 тыс. человек были высланы в Казахстан.

## Общий план
Депортация производилась в соответствии с Постановлением ЦК ВКП (б) и СНК СССР от 16 мая 1941 года «О мероприятиях по очистке Литовской, Латвийской и Эстонской ССР от антисоветского, уголовного и социально опасного элемента». Примечательно, что первоначально депортация планировалась только из Литвы, а Латвийская и Эстонская ССР были вписаны в постановление чуть позже от руки. Таким образом, решение о депортации из этих республик было принято под влиянием надвигавшейся войны и на основе данных о разворачивании антисоветского подполья, связанного с германской разведкой, в приграничных регионах.
Депортация была способом борьбы с «пятой колонной» в этих районах. Посол Великобритании в СССР Криппс: «они (советское руководство) не хотели, чтобы их пограничные районы были заселены пятой колонной и людьми, подозрительными в смысле враждебности к советскому режиму».

### Категории лиц, подлежащие высылке
С разрешением арестовать с конфискацией имущества и направить в лагеря на 5-8 лет, а после отбытия наказания отправить на поселение в отдалённые районы:
- активные члены контрреволюционных партий и антисоветских националистических организаций;
- бывшие жандармы, охранники, руководящий состав полиции, тюрем, а также рядовые полицейские и тюремщики при наличии компрометирующих документов;
- бывшие крупные помещики, крупные торговцы, фабриканты и бывшие крупные чиновники буржуазных государственных аппаратов Литвы, Латвии и Эстонии;
- бывшие офицеры польской, литовской, латвийской, эстонской и белой армий, на которых имеются компрометирующие материалы;
- уголовные элементы, продолжающие заниматься преступной деятельностью.

С разрешением арестовать с конфискацией имущества и направить в ссылку на 20 лет в отдалённые районы:
- члены семей лиц, учтенных по пунктам 1-4;
- члены семей участников контрреволюционных националистических организаций, главы которых осуждены к высшей мере социальной защиты либо скрываются и перешли на нелегальное положение;
- лица, прибывшие из Германии в порядке репатриации, а также немцы, зарегистрированные на выезд и отказавшиеся выехать в Германию, в отношении которых имеются материалы об их антисоветской деятельности или связи с иностранными разведками.

Отдельным пунктом разрешалось выслать в административном порядке в северные районы Казахстана сроком на пять лет проституток, ранее зарегистрированных в органах полиции Эстонии, Латвии и Литвы и продолжающих заниматься своим промыслом.
Факты противоречат утверждениям британских историков Джона Хайдена и Патрика Салмона о том, что подлежащие высылке категории «врагов народа» включали практически всех общественно активных граждан, и Марта Лаара, который в книге «Красный террор» ссылается на некую директиву НКВД, в которой перечислены категории подлежащих к высылке граждан Эстонии, охватывающие в общей сложности 23 % населения. На деле численность лиц, подлежащих депортации, почти полностью совпадает с приведенной в справке Наркомата госбезопасности СССР от 5 июня 1941 года численностью учтённых антисоветских и уголовных элементов — 14471 человек, что составляет 1,3 % населения Эстонии, а не 23 %.
По инструкции, для транспортировки людей формировались эшелоны, оборудованные по-летнему для людских перевозок. Каждый из эшелонов сопровождали врач, фельдшер и две медсестры, которые ехали в специальном санитарном вагоне. При серьёзных заболеваниях этапируемых полагалось снимать с поезда и передавать на излечение в местные больницы.
К каждому эшелону первоначально планировалось прицеплять два грузовых вагона для громоздких вещей, однако с увеличением нормы вывоза вещей их количество было увеличено до 7-8 вагонов на эшелон.
С собой депортируемым позволялось взять не более 100 килограммов вещей на каждого члена семьи, в том числе одежду, обувь, кухонные и постельные принадлежности, мелкий хозяйственный и бытовой инструмент, ценности и деньги без ограничения суммы. Для реализации прочего оставленного имущества депортируемые могли назначить доверенное лицо, которое в течение 10 дней должно было продать вещи и затем вырученные деньги перевести депортированным.

## Депортация в Эстонии

### Приготовления
Эстонские историки утверждают, что подготовка к проведению массовых депортаций в Эстонии началась в 1940 году на основании того, что осенью 1940 года представитель Центрального Комитета ВКП(б) и Совета народных комиссаров СССР в Эстонии Владимир Бочкарёв требовал выселения из республики «антисоветских элементов». На деле эти элементы начали учитывать, что соответствует практике органов госбезопасности любой страны. Вёлся такой учёт и в Эстонской республике до 1940 года, где в Политической полиции имелся отдел по борьбе с инакомыслием.
В справке Наркомата госбезопасности СССР от 5 июня 1941 года о численности антисоветских и уголовных элементов и членов их семей были перечислены 14 471 человек. Однако депортации в соответствии с постановлением ЦК ВКП (б) и СНК СССР от 16 мая 1941 года подлежали не все указанные в этом списке люди. Ежедневно с 6 по 12 июня списки депортируемых корректировались по состоянию на 24.00 предыдущего дня.
По категориям подлежащих аресту и высылке на 6 июня 1941 года самой массовой были крупные помещики, фабриканты и бывшие крупные чиновники (1437), а также члены контрреволюционных и антисоветских организаций (1174). Бывших жандармов и полицейских, на которых имелся компромат, насчитывалось 468, бывших офицеров и белогвардейцев — 289. Проституток на учёте состояло 6, уголовников 10. Членов семьи арестовываемых и высылаемых антисоветских элементов на учёте было 5391.
До 12 июня списки корректировались и немного дополнялись. Утром 12 июня был составлен окончательный список на 11033 человека, однако к моменту начала акции он уменьшился на полторы тысячи человек.
Координировал депортацию в Эстонии оперативный штаб НКВД во главе с Борисом Куммом. В состав штаба также входили:
- Народный комиссар по внутренним делам ЭССР Андрей Мурро;
- заместители народного комиссара безопасности ЭССР Алексей Шкурин[эст.] и Вениамин Гульст;
- начальник 2-го отдела народного комиссариата безопасности ЭССР Рудольф Ямес.

Депортация или так называемая «насильная эвакуация» проводилась в ночь с 13 по 14 июня (пятница-суббота). 13 июня днём был дан приказ всем учреждениям предоставить все свои транспортные средства в пользование милиции. Вечером на заранее оговоренные места стали собираться люди, посвященные в дело. Из присутствующих составили «бригады» по 4 человека, главными в которых были, как правило, люди из органов безопасности.

### Начало депортации
Группы, проводившие депортацию, начали свою работу ночью 14 июня, одновременно по всей Эстонии. Спящих будили, им сразу зачитывали постановление, на основании которого их объявляли арестованными или подлежащими ссылке. Никаких судебных решений не было. Квартиры и дома подвергались досмотру.
Через пару часов после начала депортации к вагонам, ждущим на запасных путях железнодорожных станций, прибыли первые машины. Всего к операции было приготовлено 490 вагонов. В вагоны с обозначением «А» помещались главы семей и отдельные члены семей по указанию НКВД-НКГБ с отметкой в личном деле. В вагоны с обозначением «Б» помещались остальные члены семей. Больных членов семьи оставляли дома до выздоровления.
Людей, находящихся в списках арестованных или депортируемых, продолжали разыскивать до утра 16 июня. В редких случаях депортируемые оказывали сопротивление, в результате чего было убито 7, ранено 4 человека. Потери со стороны работников госбезопасности составили 4 человека убитыми и 4 человека ранеными.

### Условия транспортировки
Описание условий депортации различается в разных источниках. Прибалтийские историки утверждают, что люди ехали скученно, по 40-50 человек в вагоне. Если бы это было так, то в 490 вагонах из Эстонии было бы вывезено не 9156, а 25 тысяч человек. Российский историк Александр Дюков утверждает, что согласно документам Наркомата госбезопасности о количестве выделенных пассажирских и грузовых вагонов и маршрутным листам их следования, соблюдалась инструкция, предписывавшая в каждом вагоне размещать по 30 человек.
В реальности в Старобельский лагерь ушли эшелоны № 290 и 292, с общим числом пассажиров 994 и 1028, количеством вагонов 80, из которых 15 были грузовые. Таким образом, на каждый пассажирский вагон приходится примерно 30 человек.
В Юхновский лагерь (станция Бабынино) ушёл эшелон № 291 из 57 вагонов (в том числе 7 грузовых), доставивших 1666 человек, то есть 33 человека в вагоне.
Для перевозки ссыльных в Новосибирскую область было выделено 233 вагона (включая 30 грузовых) в 4 эшелонах (№ 286—289), которые доставили 3593 человека. На вагон приходится 18 пассажиров.
В Кировскую область отправлены эшелоны № 293 и 294 из 120 вагонов, в том числе 15 грузовых. Они перевезли 2303 человека, то есть по 22 в каждом вагоне.
В пути следования по железной дороге депортируемые группы «Б» получали бесплатно один раз в сутки горячую пищу из станционных буфетов и столовых и 800 граммов хлеба на человека. Арестованные группы питались по тюремным нормам. Поэтому публикации о том, что в пути депортируемые мучились от голода и жажды, не соответствуют действительности. Более того: в дневниках и письмах они упоминают о том, что «выбрасывали в окна кислый русский хлеб», потому что он им не нравился.
До места назначения эшелоны доехали почти без потерь: эшелон № 286 выехал из Таллина 17 июня и прибыл в Новосибирск 23 июня, три человека были сняты (что могло произойти из-за болезни или правонарушения). Эшелон № 287 выехал 20 июня и из-за начавшейся войны был в пути 2.5 недели, однако и с него было снято три человека. Эшелоны с арестованными прибыли на место без потерь, только один офицер был убит при попытке к бегству.

### Количество депортированных
17 июня 1941 года народный комиссар госбезопасности СССР Всеволод Меркулов предоставил Сталину, Берии и Молотову итоговый отчёт под номером 2288/М, в котором было сказано, что всего из Эстонии было депортировано 9156 человек, из которых 3173 были арестованы и 5978 отправлены на поселение. Также там было сказано, что в числе депортированных были 224 бывших офицера эстонской армии, на которых имелся компрометирующий материал. Эта статистика опровергает утверждения современных исследователей из Эстонии о том, что было выслано от 10 016 до 10 250 человек.
4 сентября 1942 года, во время немецкой оккупации, был создан «Центр по поиску и возвращению увезённых» (эст. Äraviidute Otsimise ja Tagasitoomise Keskus, нем. Zentralstelle zur Erfassung der Verschleppten — «ZEV»). К 1943 году «ZEV» собрал через анкеты сведения о 9632 людях. Среди депортированных находились около 400 эстонских евреев. Их данные отсутствовали в списках «ZEV».

### Судьба депортированных
Чтобы оценить смертность заключенных в лагерях, надо иметь в виду, что к концу 1941 года в системе ГУЛАГа находилось более 7000 эстонцев, 3200 которых были направлены в лагеря в результате июньской депортации. К концу следующего, 1942 года, это число уменьшилось на 1600 человек — примерно до 5000 человек. Средняя смертность в системе ГУЛАГа в 1942 году составляла 24,9 %, таким образом, из 7000 эстонцев погибли 1750 человек, из которых примерно 900 человек были депортированными. В целом с 1941 до 1953 года из 3200 заключённых после депортации умерли примерно 1900 человек.
Ссыльнопоселенцы из крестьян довольно быстро адаптировались на новых местах, стали приобретать коров и интересоваться возможностью получить кредит на строительство дома. В Новосибирской области к началу 1942 года таких было около 30 %, они себя обеспечивали всем необходимым. Часть горожан могла жить за счет вывезенных ценностей, однако примерно 20 % семей оказались в бедственном положении. Медицинской помощью поселенцы обеспечивались наравне с местными жителями, если таковая там была.
По оценке эстонского историка П. Варю, которого цитирует А. Дюков, судьба депортированных сложилась следующим образом: умерли — 3873 человека, без вести пропали — 611, с неясной судьбой — 110, бежали — 75, освобождены — 4631. Таким образом, смертность за 1941—1956 годы среди заключенных составила менее 60 %, среди ссыльных — примерно 30 %. Как указывает Дюков, «необходимо также учитывать, что в число умерших входят и те, кто скончался по вполне естественным причинам, например, от старости: пятнадцать лет — срок немалый».
По признанию ряда руководителей самих органов НКВД, депортация повлекла массовое бегство эстонцев в леса и образование «вооружённых банд», а после прихода немцев — переход на их сторону.

### Память
В современных Эстонии, Латвии и Литве день 14 июня является днем национального траура.

## Депортация в Латвии
14 июня 1941 года органы внутренних дел СССР при поддержке Красной Армии и коммунистических активистов депортировали из Латвии 15 424 человек, или 0,79 % населения. 10 161 человек были переселены, а 5263 — арестованы. Людей депортировали семьями, поэтому количество депортированных разных полов было примерно одинаковым.  Среди высланных в 1941 году 49,8 % от числа высланных составляли женщины, 17,4 % — дети обоих полов младше 10 лет. Общая численность умерших жертв депортации составила 4884 человек (34 % от общего числа), из них расстрелян уже в местах ссылки 341 человек.
По оценке, приводимой российским историком А. Дюковым, 81,27 % депортированных составляли латыши, 11,70 % евреи, 5,29 % русские.
По советским источникам времён перестройки, выслано было 9926 человек (5520 семей), арестовано 4550
Освобождение депортированных началось ещё до 1953 года: в этот период вернулись к нормальной жизни около 2000 человек.

### Отражение в культуре
Советские депортации наложили сильный отпечаток на культуру Латвии. Наиболее известные романы, связанные с темой депортаций:
- «Эксгумация», автор Анита Лиепа (Anita Liepa)
- «Пощёчина», автор Вера Волкевич (Vera Volkēviča)
- «Не вовремя родившиеся», автор Освальд Мауриньш (Osvalds Mauriņš)
- «…И тогда пришёл разрушитель», автор Скайдрите Гайлите (Anna Skaidrīte Gailīte)
- «Подсечники судьбы», автор Владимирс Кайякс (Vladimirs Kaijaks)
- «Пять пальцев», автор Мара Залите (Māra Zālīte)

Также важную роль играло и кино — сняты несколько фильмов о советских депортациях, в том числе:
- Крестный путь
- Экскурсантка
- Хроники Мелании

В латвийских театрах поставлено несколько пьес, посвящённых теме советских депортаций. Наиболее известные пьесы: поставленная в «Театре ТТ» «Прикоснуться к белому медведю!» (2005, режиссёр Лаурис Гундарс) и постановка Латвийского национального театра «На берегу Вельупе» (2010, режиссёр Валтерс Силис).

## Депортация в Белоруссии
Депортации из Белоруссии проводились в 4 этапа:
- 23 февраля 1940 года в отдалённые районы СССР было отправлено 33749 осадников и 17561 служащий лесной охраны.
- 13 апреля 1940 года из западных областей БССР было выселено 26777 человек, в основном полицейских, учителей, священников, членов некоммунистических партий.
- 29 июня 1940 года прошла следующая волна депортации в количестве 22879 человек, которые были отправлены в Сибирь. Под эту чистку попали в том числе беженцы из центральных областей Польши, преимущественно евреи. Всего 29 июня в СССР было депортировано из западных областей в спецпоселки на севере СССР — в Архангельской, Свердловской и Кировской областях 76382 человека, в большинстве бывших польских евреев[28][29].
- Наконец в июне 1941 года из республики была принудительно вывезено 22353 человека.

Выселения проводились независимо от национального происхождения. Однако аресты и депортации проводились по признаку коллективной ответственности, личные взгляды и действия человека не учитывались.

## Депортация в Молдавии
Весной — в начале лета 1941 года с территорий, вошедших в состав СССР в 1939—1941 годах, началась депортация «нежелательных элементов». В Молдавии (с Черновицкой и Измаильской областями УССР) депортации начались в ночь с 12 на 13 июня. Организатором и руководителем депортации был уполномоченный ЦК ВКП(б) и СНК СССР по Молдавии Серго Гоглидзе. Депортировались «главы семей» (которых вывозили в лагеря военнопленных) и члены семей (ссыльнопоселенцы). Ссыльнопоселенцы из этого региона были высланы в Казахскую ССР, Коми АССР, Красноярский край, Омскую и Новосибирскую области. Общая оценка числа ссыльнопоселенцев из Молдавии во всех регионах расселения составляет 25 711 человек в 29 эшелонах. Суммарное число «изъятых» обеих категорий приводится в докладной записке замнаркома госбезопасности СССР Кобулова Сталину, Молотову и Берии от 14 июня 1941 года и составляет 29 839 человек. 18-20 июня было депортировано около 5 тыс. жителей Молдавии. Мужчин перевозили в четырёх эшелонах, три из которых направили в Козельщину (Полтавская область) и один — в Сумскую область.

### Отражение в культуре
Евфросиния Антоновна Керсновская (6.01.1908 — 8.03.1994), мемуары: «Сколько стоит человек»

## Причины депортации
Советские источники утверждают, что причиной депортации в прибалтийских республиках явилась обеспокоенность советского руководства шпионской и подрывной деятельностью, ведущихся в данных республиках, в преддверии возможной войны. Так, в постановлении ЦК ВКП(б) и СНК СССР необходимость депортации обосновывалась следующим образом: «в связи с наличием в Литовской, Латвийской и Эстонской ССР значительного количества бывших членов различных контрреволюционных националистических партий, бывших полицейских, жандармов, помещиков, фабрикантов, крупных чиновников бывшего государственного аппарата Литвы, Латвии и Эстонии и других лиц, ведущих подрывную антисоветскую работу и используемых иностранными разведками в шпионских целях».
Советский историк Ян Дзинтарс и другие источники отмечают, что подтверждением обоснованности этих подозрений служит доклад, отправленный в мае 1941 года в Берлин восточно-прусским отделением «Абвера II», в котором утверждалось:

Восстания в странах Прибалтики подготовлены, и на них можно надежно положиться. Подпольное повстанческое движение в своем развитии прогрессирует настолько, что доставляет известные трудности удержать его участников от преждевременных акций. Им направлено распоряжение начать действия только тогда, когда немецкие войска, продвигаясь вперед, приблизятся к соответствующей местности с тем, чтобы русские войска не могли участников восстания обезвредить.
По мнению израильского историка Арона Шнеера, основной причиной депортации были опасения советского руководства относительно лояльности населения не только в Прибалтике, но и на всех территориях, которые СССР присоединил в 1939―40 г. Эти территории «стали советскими не в результате внутренних естественных неспровоцированных общественно-политических процессов, а только после появления там частей Красной Армии». Потому они действительно лояльней относились к немецкой оккупации, чем жители более восточных территорий. Многие коренные жители недавно присоединенных надеялись восстановить свою независимость при помощи Германии. «Не все коллаборанты были убийцами, и порой не всегда предполагали последствия своей деятельности» ― отмечает Шнеер. Вместе с тем, он считает, что основными причинами коллаборационизма были социально-экономические. Репрессии, моноидеология, коллективизация, секуляризация породили множество недовольных.

### Воспоминания депортированных
- Metsa vari ei unune — Maaleht, 14. juuni 2001 (на эстонском)
- Tapivagunist välja heidetud jumalagajätt jõudis pojani 12 aastat hiljem (недоступная ссылка) — Õhtuleht, 14. juuni 2001 (на эстонском)
- Harry Kõlar küüditati Kirovisse koos saksofoni ja fotoaparaadiga (недоступная ссылка) — Õhtuleht, 15. juuni 2001 (на эстонском)
- Küüditatu: «Stalini surm oli tõeline pidupäev!» (недоступная ссылка) — Õhtuleht, 14. juuni 2002 (на эстонском)
- Kirovi oblasti Nagorski rajooni neljas spetsposjolok — Oma Saar, 24. august 2007 (на эстонском)
- Kiri Siberist — Eesti Päevaleht, 22. veebruar 2008 (на эстонском)

### Подробнее о депортации президента первой Эстонской Республики
- Vabariigi President eesti rahva leinapäeval Sakala kultuurikeskuses 14. juunil 1993 (на эстонском)
- Vabariigi Presidendi, Riigikogu esimehe ja peaministri pöördumine Leinapäeval 14. juunil 1998 (на эстонском) (недоступная ссылка)
- Vabariigi Presidendi, Riigikogu esimehe ja peaministri ühisavaldus Leinapäeval 14. juunil 1999 (на эстонском) (недоступная ссылка)
- Vabariigi Presidendi ajaloomälestuste võistlus (на эстонском) (недоступная ссылка)
- Vabariigi President Valgu Kroogi talus 10. juunil 2001 (на эстонском)